# AZS-AWF Warszawa
AZS-AWF Warszawa – wielosekcyjny klub sportowy działający przy Akademii Wychowania Fizycznego w Warszawie.

## Historia
Klub został utworzony 24 listopada 1949 i do 1976 był jedynym akademickim klubem sportowym w Polsce o charakterze profesjonalnym, funkcjonującym przy wyższej uczelni wychowania fizycznego. Zawodnicy AZS-AWF zdobyli szereg medali na najważniejszych imprezach międzynarodowych m.in. 22 medale igrzysk olimpijskich oraz 58 krążków uniwersjad. Aktualnie klub prowadzi szkolenie w jedenastu sekcjach, a wśród zawodników można wymienić m.in. mistrza olimpijskiego w pchnięciu kulą Tomasza Majewskiego i pływackich mistrzów świata- Pawła Korzeniowskiego i Radosława Kawęckiego. 
Prezesem klubu AZS-AWF jest Maciej Hartfil.

## Wyczynowe sekcje sportowe

### Sekcja wioślarska
Istnieje od 1917 roku - pierwotnie jako sekcja środowiskowego klubu AZS Warszawa. Na początku lat 60. sekcja ta została przejęta przez AZS-AWF Warszawa. 

### Inne sekcje wyczynowe
- Jeździectwo
- Judo
- Lekka atletyka
- Piłka ręczna
- Piłka siatkowa
- Pływanie
- Rugby
- Szermierka
- Taekwondo
- Zapasy

## Zespoły ligowe
AZS-AWF Warszawa – męska drużyna piłki ręcznej.
AZS-AWF Warszawa – kobieca drużyna siatkarska, uczestnicząca w rozgrywkach II ligi.